# Kaplica św. Krzysztofa w Sopieszynie
Kaplica św. Krzysztofa w Sopieszynie – kaplica rzymskokatolicka w Sopieszynie, filia parafii Świętej Trójcy w Wejherowie.
Miejscowość leży 9 km od Wejherowa, mieszkańcy bez samochodów mieli więc problem z dotarciem do kościoła parafialnego. W 2005 rozpoczęto odprawianie mszy świętych na boisku sportowym. Aby móc sprawować kult również w dni deszczowe i miesiące zimowe, w 2006 z inicjatywy proboszcza Tadeusza Reszki rozpoczęto budowę kaplicy. Zakończono ją w lutym 2007. Poświęcenie nowo wybudowanej kaplicy przez arcybiskupa Tadeusza Gocłowskiego miało miejsce 3 marca 2007.